# ジャレッド・バース
ジャレッド・バース（Jared Verse, 2000年11月4日 - ）は、アメリカ合衆国オハイオ州デイトン出身のアメリカンフットボール選手。NFLのロサンゼルス・ラムズでプレーしている。ポジションはディフェンシブエンド。

## 経歴

### カレッジ
オールバニ大学では2021年シーズンに75タックル、14.5サックを記録した。
2022年シーズン開幕前にフロリダ州立大学へ転校した。このシーズンは47タックル、9サックを記録し、オールACCファーストチームに選出された。での上位指名候補とされていたが、アーリーエントリーせずに大学に残留した。